# Gaggenau
Gaggenau è una città tedesca di 30 250 abitanti, situata nel land del Baden-Württemberg.

## Economia
Nel comune fu fondata, nel 1681, l'omonima azienda produttrice di elettrodomestici, Gaggenau Hausgeräte.